# Myriem Akheddiou
Myriem Akheddiou (Bruselas, 27 de septiembre de 1978) es una actriz belga de teatro y cine.

## Trayectoria
Estudió en el Conservatorio Real de Bruselas y comenzó a trabajar en teatro después de desarrollar un interés por la actuación. Colaboró con los Hermanos Dardenne en varias películas, apareciendo en El niño de la bicicleta (2011), Dos días, una noche (2014), La chica desconocida (2016) y un papel protagonista en El joven Ahmed (2019).

## Reconocimientos
En 2020, fue reconocida con la mejor actriz de reparto en los Premios Magritte, el prestigioso premio cinematográfico del cine belga, por su papel en el filme El joven Ahmed.

## Filmografía

### Cine
- 2011: El niño de la bicicleta, cómo la asistente
- 2014: Dos días, una noche, como Mireille.
- 2016: La chica desconocida, cómo la colega
- 2019: El joven Ahmed, cómo la Profesora Inés
- 2021: Titane, cómo la madre de Adrien